# Steatit
Steatit ist ein keramischer Werkstoff auf der Basis von Magnesiumsilikat. Er wird aus Speckstein, Ton und Feldspat hergestellt. Je nach Zusammensetzung erhält man hohe mechanische Festigkeit und elektrische Isolation. Durch weitere Zusätze sind geringe Hochfrequenzverluste möglich („Sonder-“ oder „Hochfrequenzsteatit“).